# براد ريختر
براد ريختر (بالإنجليزية: Brad Richter)‏ هو عازف الغيتار الكلاسيكي أمريكي، ولد في إنيد بولاية أوكلاهوما عام 9 أغسطس 1969، وفي سن الثامنة عشر حصل ريختر على المنحة الرئاسية للمعهد الأمريكي للموسيقى في شيكاغو، حيث بدأ في الأداء والتأليف، وبداء التدريس بشكل احترافي بعد الانتهاء من شهادته الجامعية في الأداء والتأليف، قام ريختر بقبول منحة دراسية في الكلية الملكية للموسيقى في لندن. حيث درس مع عازف الغيتار كارلوس بونيل .

## وصلات خارجية
- الموقع الرسمي